# پناهگاه صخره‌ای چول
پناهگاه صخره‌ای چول مربوط به دوران پارینه‌سنگی جدید - سدهٔ ۴ تا ۷ ه‍.ق است و در شهرستان پل‌دختر، بخش معمولان، دهستان افرینه، روستای پل یاور واقع شده و این اثر در تاریخ ۱۵ دی ۱۳۸۷ با شمارهٔ ثبت ۲۴۲۶۳ به‌عنوان یکی از آثار ملی ایران به ثبت رسیده است.